# Laetitia Calmeyn
Laetitia Calmeyn, née le 6 septembre 1975 à Bruxelles (Belgique), est une théologienne belge, vierge consacrée dans l'Église catholique (archidiocèse de Paris). 

## Biographie
Après avoir travaillé comme infirmière, elle commence des études de théologie et se spécialise en théologie morale ; en 2009, elle soutient sa thèse de doctorat en théologie (qui porte sur les principes et fondements théologiques de la morale dans l’œuvre d'Albert Chapelle) à l'Institut pontifical Jean-Paul II, à Rome. À partir de 2009, elle enseigne au collège des Bernardins, à Paris. Depuis 2016, elle est membre du comité scientifique de la Nouvelle Revue théologique. 
En avril 2018, elle est nommée experte auprès de la Congrégation pour la doctrine de la foi, faisant partie des premières femmes nommées à cette fonction, avec Linda Ghisoni et Michelina Tenace. En 2019, elle est également professeur extraordinaire à la Faculté Notre-Dame, professeur stable à l'Institut supérieur de Sciences religieuses, membre du conseil du séminaire de Paris, membre du conseil famille et société de la Conférence des évêques de France.

## Ouvrages
- Principes et fondements théologiques de la morale selon l’œuvre du P. Albert Chapelle, Parole et Silence, 2010, 449 p.
- Amoris Laetitia à la lumière de la Parole de Dieu, Parole et Silence, 2017, 120 p.
- Les enfants de la Promesse. L'Alliance avec Dieu donne le sens de nos vies, Artège, 2022, 192 p.